# Albion FC
Albion FC SAD  is een voetbalclub uit Montevideo, Uruguay. Albion is de oudste voetbalclub van het land. Montevideo Rowing Club en Montevideo Cricket Club bestonden al langer maar waren niet specifiek toegelegd op voetbal.

## Geschiedenis
De club werd op 1 juni 1891 opgericht als Football Association. In het eerste jaar van het bestaan weigerde de club spelers die niet van Uruguay waren, hoewel de meeste spelers van Britse afkomst waren maar wel geboren waren in Uruguay. De eerste wedstrijd vond plaats op 2 augustus 1891 tegen Montevideo Cricket Club en werd met 3-2 verloren. Bij de tweede wedstrijd kreeg de club een zware pandoering, het werd 6-0.
Op 21 september 1891 werd de clubnaam gewijzigd in Albion FC. Het voetbal won aan populariteit in Uruguay. In 1892 waren er al vier clubs: Albion, Rowing Club, Cricket Club en C.U.R.C.C.. Montevideo CC was de sterkste club, die vaak won met grote cijfers. Op 21 maart 1895 werd besloten dat ook buitenlandse spelers bij de club mochten spelen. De clubkleuren blauw-rood werden aangenomen als eerbetoon aan de Vlag van Groot-Brittannië. Rond dezelfde tijd besloten Montevideo Rowing Club en Cricket Club om zich niet langer bezig te houden met voetbal maar zich op andere sporten te concentreren.
Albion werd nu de meest vooraanstaande club in Uruguay en het was in 1896 ook het eerste team dat buiten Uruguay speelde. De Argentijnse teams Retiro Athletic Club en Belgrano AC werden met respectievelijk 4-1 en 5-3 verslagen. In 1900 was de club een van de medeoprichters van de competitie. De club werd tweede achter C.U.R.C.C. De club speelde nog tot 1908 in de hoogste klasse. In 1905 eindigde de club met 0 punten.
Albion was het grootste deel van zijn bestaan actief op het derde niveau. In 2017 promoveerde de club nog eens naar de tweede divisie. In 2021 kon de club na 113 jaar opnieuw promotie af dwingen naar de hoogste klasse. 
Albion · 
Atenas · 
Central Español · 
Cerrito · 
Juventud ·
Racing ·
Rampla Juniors ·
Rocha ·
Sud América · 
Tacuarembó · 
Villa Española · 
Villa Teresa